# Germans (sèrie de televisió)
|  | Per a altres significats, vegeu «germà». |

Germans (originalment en turc, Bir Aile Hikayesi) és una sèrie de televisió turca estrenada el 2019 pel canal Fox. És una comèdia dramàtica basada en la sèrie estatunidenca This Is Us. Està formada per dues temporades, amb un total de 18 capítols. A Catalunya, TV3 va començar a emetre-la el 3 d'octubre de 2021.